# Tacfarinas

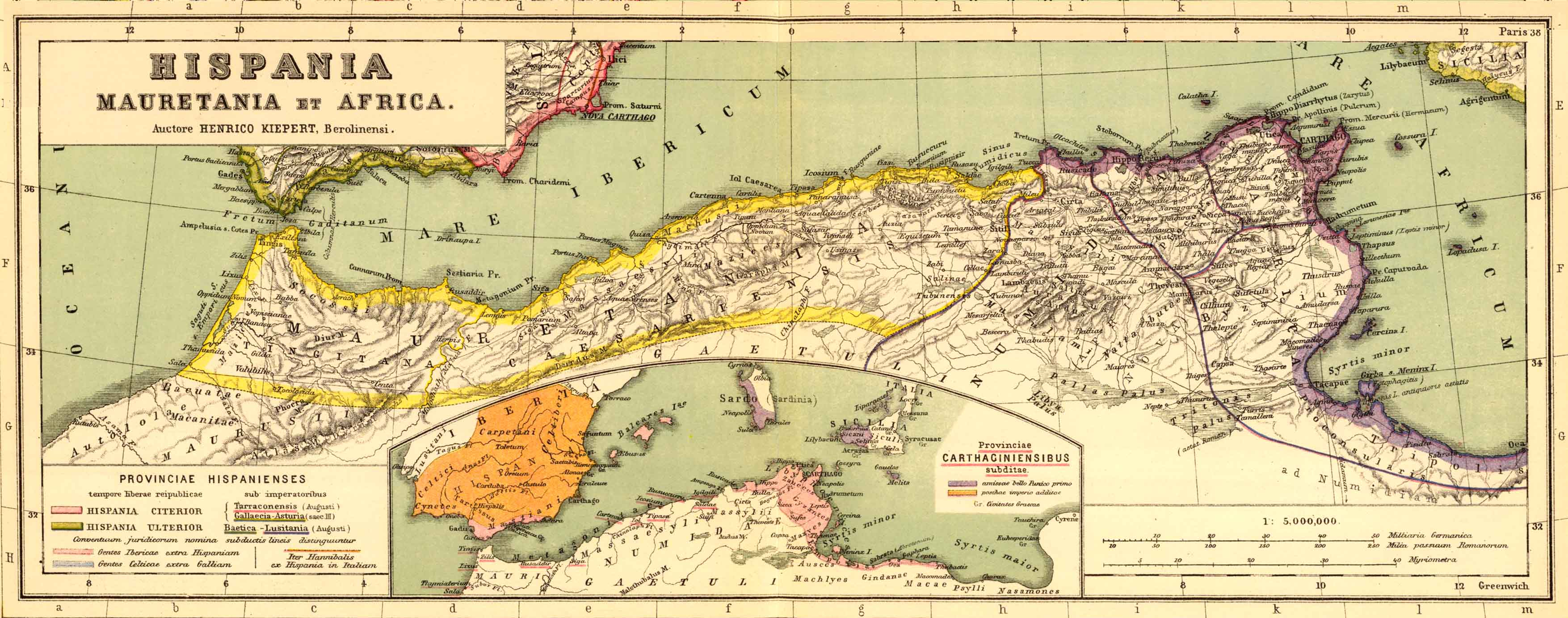
Mapa de Mauritania y Numidia.

Tacfarinas (m. 24) fue un militar númida, jefe de la tribu nómada de los musulamios que vivía al sur de las provincias romanas de Numidia y Mauritania Cesariense, hasta el norte del límite sahariano, y que lideró una rebelión contra Roma. Es mencionado por Tácito en sus Annales como antiguo aliado de Roma, a la que proporcionó tropas auxiliares, y a la que probablemente sirvió personalmente.

## Enfrentamiento militar
Tacfarinas organizó militarmente a su pueblo en formaciones regulares de tipo romano, y a partir del año 17 se enfrentó a Roma en una guerra que duró siete años. Lo que inicialmente empezó con incidentes menores, como saqueo de aldeas o ataques a puestos aislados romanos, terminó en guerra abierta contra dos legiones romanas: la III Augusta y la VIII Hispana.
Tras conseguir la alianza de la tribu mauri de Mozipa, trabó batalla con la legión III Augusta, mandada por Marco Furio Camilo. Al ser derrotado en el enfrentamiento directo, cambió la estrategia por la guerra de guerrillas, con la que tuvo más éxito, destruyendo una cohorte romana en el año 20. El nuevo gobernador de África, Lucio Apronio, furioso por la humillación sufrida por la legión, castigó a los legionarios con la antigua costumbre de la Decimatio.
Alrededor del 21/22, Tacfarinas envió una embajada al emperador Tiberio, reclamando tierras para su gente y amenazando en caso contrario con una guerra perpetua, suponiendo que así el emperador pediría la paz. Pero su postura enfureció a Tiberio, que se sintió insultado porque un antiguo desertor del ejército romano se atreviera a tratarle como a un igual. Tiberio declaró:

Ni siquiera Espartaco se atrevió a enviar mensajeros
Tácito,AnalesIII, 72.

y respondió enviando a la Legio VIIII Hispana y la Cohors XV Voluntariorum civium Romanorum para ayudar a la Legio III Augusta. Con estos refuerzos, el nuevo gobernador Quinto Junio Bleso, a través de una serie de líneas fortificadas, llevó a Tacfarinas al borde de la derrota, mereciendo la distinción de ser aclamado imperator por sus legiones. Bleso anunció una amnistía, y mucha gente abandonó el ejército de Tacfarinas.
El año 23, la VIIII Hispana fue reclamada a otro destino, permitiendo a Tacfarinas reconstruir su ejército. En 24 logró atacar con éxito Thubursicu en la Numidia central. Sin embargo, la III Augusta estaba ahora provista de veteranos en este tipo de guerra, y apoyados por Ptolomeo de Mauritania fueron capaces de derrotar a Tacfarinas en 24, quien se suicidó.